# One Za'abeel
One Za'abeel es un rascacielos de uso mixto situado en el distrito de Za'abeel de Dubái (Emiratos Árabes Unidos). Su construcción se completó en diciembre de 2023 y fue inaugurado oficialmente el 10 de febrero de 2024. Está compuesto por dos torres conectadas entre sí por una estructura horizontal conocida como The Link («el enlace»).

## Diseño y arquitectura
El rascacielos fue diseñado por el estudio de arquitectura japonés Nikken Sekkei y promovido por Ithra Dubai, una filial de la Investment Corporation of Dubai (ICD). Está compuesto por dos torres: One Za'abeel Tower y One Za'abeel The Residences, unidas entre sí por The Link («el enlace»), una estructura horizontal que se encuentra a 100 metros sobre el nivel del suelo. The Link tiene una longitud total de 230 metros e incluye una sección en voladizo de 66 metros de longitud. Las torres fueron construidas con una estructura mixta de acero y hormigón, mientras que The Link está soportado por una estructura de celosía y revestido con un muro cortina de vidrio. En 2024, One Za'abeel fue reconocido por el Libro Guinness de los récords por ser el edificio con el voladizo más largo del mundo.

## Construcción
Las obras de One Za'abeel empezaron en enero de 2016 y se completaron en diciembre de 2023. The Link fue construido en dos fases durante un total de dieciséis días sin interrumpir el tráfico de los cuatro carriles de la autopista que discurre por debajo. La primera fase implicó la colocación de una estructura de acero de más de 8500 toneladas de peso, que fue elevada y anclada en su posición en doce días usando equipamiento especializado, incluidos más de ciento diez gatos. La segunda fase consistió en la instalación de una sección en voladizo de 900 toneladas, lo que se completó en cuatro días. El complejo contiene unos 30 000 m² de oficinas, un hotel de lujo gestionado por One&Only, 264 apartamentos, noventa y cuatro apartamentos con servicios, nueve áticos, un hotel lifestyle llamado SIRO y varios restaurantes. En la azotea de The Link hay una piscina infinita y miradores con vistas del Burj Khalifa.

## Ubicación

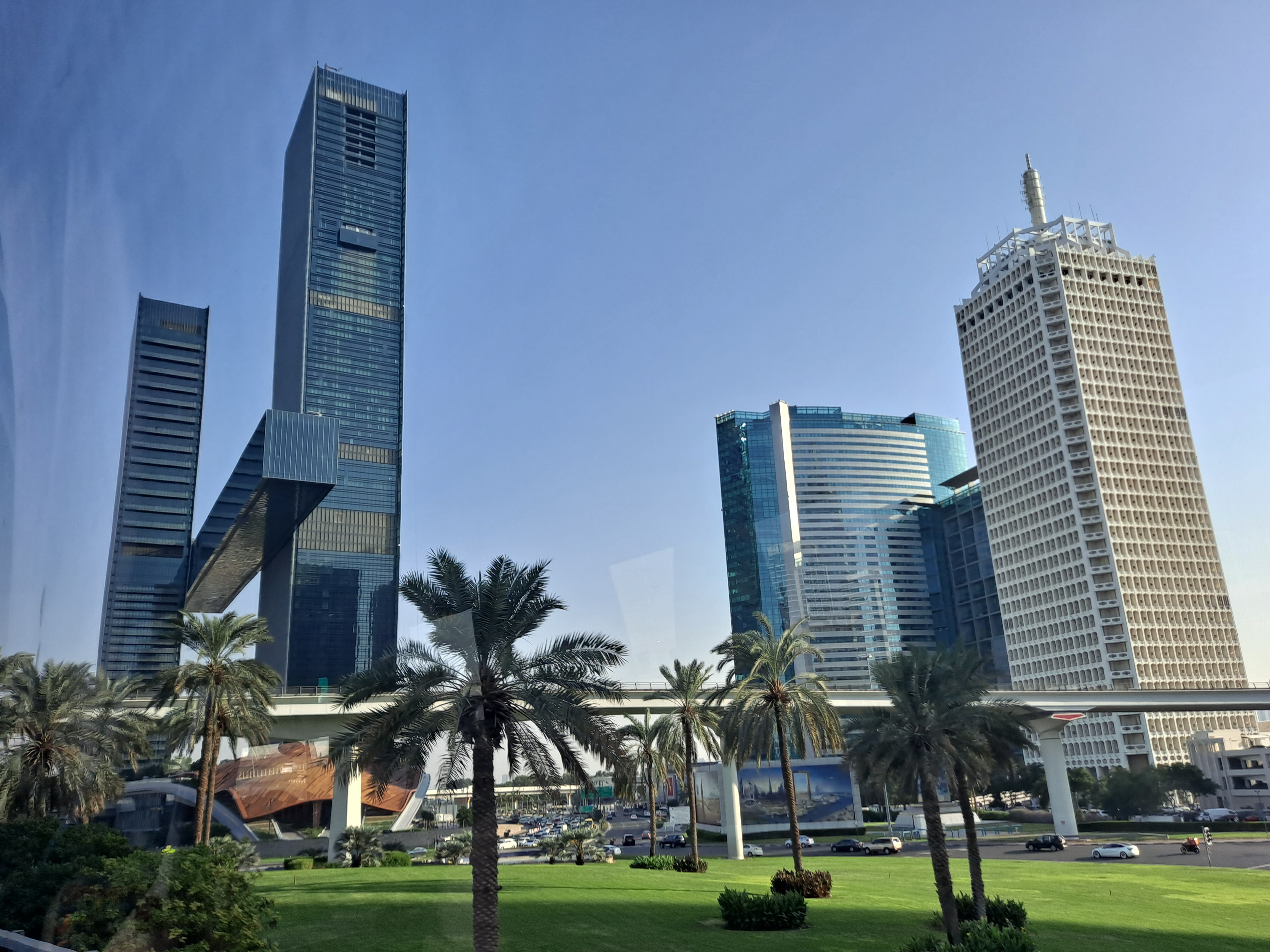
One Za'abeel y la Sheikh Zayed Road.

One Za'abeel está situado junto al Dubai World Trade Center y fue integrado en la zona económica especial del Dubai World Trade Center en marzo de 2024 en virtud del Decreto n.º 18 de 2024, promulgado por el jeque Mohammed bin Rashid Al Maktoum. Se encuentra entre los distritos financieros antiguo y nuevo de la ciudad, cerca de lugares de interés como el Parque Za'abeel, el Dubai World Trade Center, la Sheikh Zayed Road y la calle Al Mustaqbal. Una autopista elevada de cuatro carriles discurre entre las dos torres, y un podio de diseño las conecta en su parte inferior.

## Premios y reconocimientos
- One Za'abeel recibió el premio de excelencia del CTBUH al mejor rascacielos de Oriente Medio y África construido en 2024 y al mejor rascacielos de más de 300 metros de altura construido en 2024.[21]
- Fue incluido en la lista global anual del CTBUH de proyectos destacados de la industria de la arquitectura, ingeniería y construcción.[21]
- El Libro Guinness de los récords lo reconoció por ser el edificio con el voladizo más largo del mundo.[22]